# 哈雷足球俱樂部
哈雷足球俱樂部（德語：Hallescher FC）是德國的一家足球俱樂部。主場位於薩克森-安哈爾特的哈雷（萨勒）。球隊目前參加德國足球丙級聯賽的賽事。

## 外部連結
- Official website（页面存档备份，存于） （德文）
- Abseits Guide to German Soccer（页面存档备份，存于）